# Daji Mroni
Daji Mroni ist ein Fluss auf Anjouan, einer Insel der Komoren in der Straße von Mosambik.

## Geographie
Der Fluss entspringt am Berg Bouémoutou im Gebiet von Daji im Süden von Anjouan. Er schneidet sich tife in die Hochebene ein, verläuft in einer steilen Schlucht nach Westen und mündet dann in die Straße von Mosambik.
An der Küste mündet etwas weiter nordwestlich der kleine Fiumara Agnochi.